# Oliviana
« Micro-revue » électronique, Oliviana. Mouvements et dissidences spirituels XIIIe – XIVe siècles publie des travaux de recherches et des éditions de textes concernant l’histoire des courants spirituels, dans l'ordre franciscain[pas clair] et ses alentours.

## Présentation
Au cours des dernières décennies, l’histoire des courants spirituels franciscains et de leur entourage laïc a suscité un fort regain d’intérêt. Toute la richesse de l’œuvre du principal théologien lié à ce mouvement, Petrus Johannis Olivi (Pèire Joan Oliù, Pierre de Jean Olivi, Pierre Déjean-Olieu) a été peu à peu découverte. D’autres grandes figures – d’Angelo Clareno à Jean de Roquetaillade en passant par Arnaud de Villeneuve – ont fait et font l’objet de travaux importants, de même que la répression et la résistance des béguins de Languedoc pourchassés par l’inquisition à partir de 1318.
Oliviana voudrait témoigner de la vitalité de ces recherches. Elle est destinée à publier aussi bien des études inédites que des éditions de textes et de documents, ainsi que de fournir une information sur les travaux récents et en cours.
Depuis 2006, Oliviana est accessible sur le portail OpenEdition Journals (la revue est propulsée par le  CMS libre Lodel). Les articles publiés par la revue sont accessibles en accès ouvert.